# Ruta Estatal de Nevada 339
La Ruta Estatal de Nevada 339, y abreviada SR 339 (en inglés: Nevada State Route 339) es una carretera estatal estadounidense ubicada en el estado de Nevada. La carretera inicia en el Sur desde la SR 208     en Wilson Canyon hacia el Norte en la US 95  Alterna. La carretera tiene una longitud de 18,5 km (11.523 mi).

## Mantenimiento
Al igual que las autopistas interestatales, y las rutas federales y el resto de carreteras estatales, la Ruta Estatal de Nevada 339 es administrada y mantenida por el Departamento de Transporte de Nevada por sus siglas en inglés Nevada DOT.

## Cruces
La Ruta Estatal de Nevada 339 es atravesada principalmente por la  SR 340     en Yerington.